# 名古屋市立東築地小学校
名古屋市立東築地小学校（なごやしりつ ひがしつきじしょうがっこう）は、愛知県名古屋市港区東築地町にある公立小学校。

## 概要
港区の東部に位置する。学区北側には集合住宅があるため人口密度が高い。学区南側には工場が建ち並んでいる。昔の学区南側には社宅などがあり、そこから通学する者もいたが、現在では皆無に等しい。
学校周囲には交通量の多い国道や県道が走っており、また、工場が隣接するため、各教室には空調設備が整っている。
目の前には、名古屋港があり、2階よりも上階の教室からは、名古屋港を望む事ができる。また、運動場と海との隔たりが防波堤一枚であるところが、珍しい学校である。

## 歴史
前身は1931年（昭和6年）、大同製鋼築地工場内に設置された神戸尋常小学校東築地分教場である。母体となった神戸尋常小学校は名古屋市立白鳥小学校の前身にあたる。1936年（昭和6年）には東築地尋常小学校の名称で独立を果たした。校名にある東築地は、名古屋港の埋め立て地である第五号地に付けられた地名である。
工場内に所在した学校は名古屋大空襲により焼失し、1945年（昭和20年）に新築移転を行っている。校名は1947年（昭和22年）に名古屋市立東築地小学校となり、現在に至っている。この校地は、かつて南陽館や名古屋教育水族館のあった土地であった。
在籍する児童については、一時800人を超えていたものの、伊勢湾台風の被害により激減したという。その後の児童数の回復は、木場町に立ち並ぶマンション群によるものという。

### 沿革
- 1931年（昭和6年）4月2日 - 神戸小学校（現・名古屋市立白鳥小学校）東築地分教場が開設される。
- 1936年（昭和11年）3月31日 - 東築地分教場が、名古屋市立東築地尋常小学校として設立。
- 1947年（昭和22年）4月1日 - 名古屋市立東築地小学校に改称。

### 児童数の変遷
『愛知県小中学校誌』（2018年）によると、児童数の変遷は以下の通りである。
| 1947年（昭和22年） | 297人 |  |
| 1957年（昭和32年） | 839人 |  |
| 1967年（昭和42年） | 439人 |  |
| 1977年（昭和52年） | 274人 |  |
| 1987年（昭和62年） | 461人 |  |
| 1997年（平成9年）  | 862人 |  |
| 2007年（平成19年） | 857人 |  |
| 2017年（平成29年） | 515人 |  |

## 所在地
- 愛知県名古屋市港区東築地町26

## 通学区域
所管する名古屋市教育委員会は、2018年（平成30年）9月1日現在、港区のうち、大江町・木場町・潮見町・七条町・昭和町・東築地町・船見町・本星崎町・竜宮町の全域を通学区域として指定している。
また、卒業後の進学先は名古屋市立東港中学校となっている。

## 交通アクセス
- 名古屋市営バス竜宮町停留所が最寄りバス停である[WEB 3]。

### WEB
1. ↑  名古屋市教育委員会事務局総務部教育環境計画室計画係 (2018年9月1日). “名古屋市立小・中学校の通学区域一覧（港区）” (PDF).   名古屋市. 2018年11月15日閲覧。
2. ↑  名古屋市教育委員会事務局総務部教育環境計画室計画係 (2018年4月1日). “名古屋市立中学校区一覧（小→中）” (PDF).   名古屋市. 2018年11月14日閲覧。
3. ↑  名古屋市教育委員会事務局総務部企画経理課企画統計係 (2018年9月18日). “港区の小・中学校一覧”.   名古屋市. 2018年11月14日閲覧。

### 書籍
1. 1 2 3 4 5 6 7 8  港区制施行五十周年記念事業実行委員会 1987, p. 388.
2. ↑  港区制施行五十周年記念事業実行委員会 1987, p. 528.
3. ↑  六三制教育七十周年記念 愛知県小中学校誌 合同記念誌編集特別委員会 2018, p. 237.